# 自由民主党総裁選挙

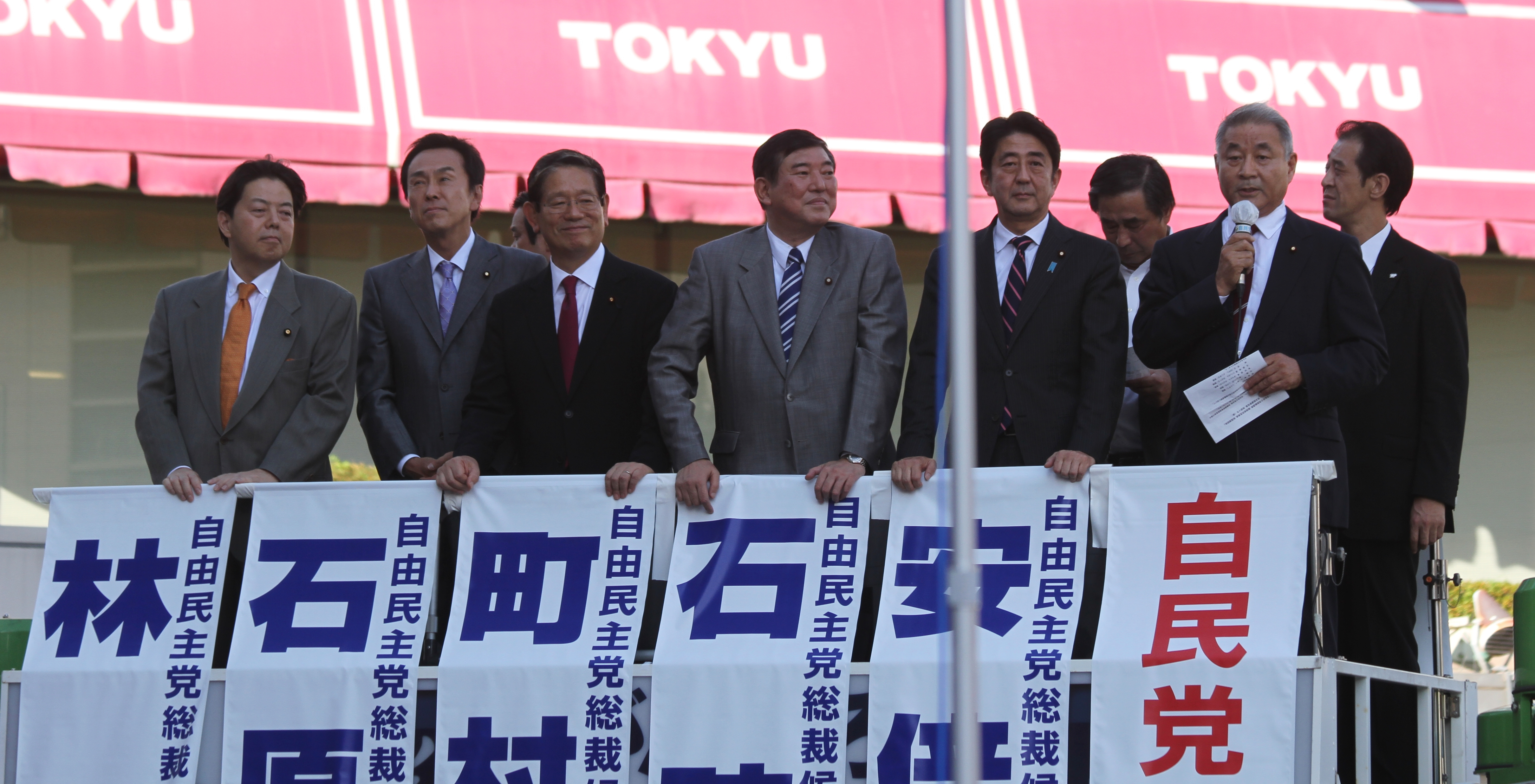
自由民主党総裁選挙における街頭演説会（2012年、長野市）

自由民主党総裁選挙（じゆうみんしゅとう そうさい せんきょ）とは、自由民主党において、党首である自由民主党総裁を選出する選挙。略称は総裁選（そうさいせん）。

## 概要
自由民主党総裁は、「自由民主党党則第6条」及び「総裁公選規程」により、「党所属の国会議員（衆議院議員、参議院議員）、党員、自由国民会議会員、国民政治協会会員による公選」が原則であり、実施年の12月31日までに満年齢18歳となる日本国民で、前年や前々年の党費や会費を2年連続納入していなければ、投票参加不可能である。
総裁選実施にあたり、党則には：
- 党則第6条2項ただし書により、総裁が任期中に欠けた場合で、特に緊急を要する時は、「党大会に代わる両院議員総会」においてその後任を選任する事が出来る。
- 党則第6条4項には、総裁の任期満了前に、「党所属の国会議員及び都道府県支部連合会代表各一名の総数の過半数の要求」があった時は、総裁が任期中に欠けた場合の総裁を公選する選挙の例により、総裁の選挙を行う事が出来る。

とある。
総裁公選規程9条により、党所属国会議員のみが総裁の候補者となることができる。また、過去には党幹部による話し合いで決定されたことや、形は公選であるにもかかわらず実質的には事前に決定されていたことも多い。
自由民主党総裁は、与党第一党党首であることが結党以来ほとんどで、単独または連立与党の協力を得て国会での首相指名選挙において首相に指名されている。このため、自由民主党総裁選挙は、内閣総理大臣を決める事実上の首相指名選挙として注目されることが多い（いわゆる「総理総裁」）。
総理総裁となっていなかったのは、自民党が野党の時と、連立政権で他政党の党首である議員が総理となっていた時で、以下の期間である。このうち、谷垣は総裁任期中通して野党であった唯一の総裁である（河野は総裁任期途中で連立与党入りしている）。
- 河野洋平、橋本龍太郎総裁時代（橋本は、総裁任期途中で内閣総理大臣に就任）
  - 1993年 - 1994年：細川護熙政権時（自民党は野党）
  - 1994年 : 羽田孜政権時（自民党は野党）
  - 1994年 - 1996年：村山富市政権時（自民党は連立与党）
- 谷垣禎一、安倍晋三総裁（25代）時代（安倍は、総裁任期途中で内閣総理大臣に就任）
  - 2009年 - 2010年：鳩山由紀夫政権時（自民党は野党）
  - 2010年 - 2011年：菅直人政権時（自民党は野党）
  - 2011年 - 2012年：野田佳彦政権時（自民党は野党）

### 現職閣僚・党幹部の立候補
現職総理総裁が立候補をする総裁選において現職閣僚が立候補をする場合は、閣僚を辞任してから総裁選に立候補をすることが多い。例として、1964年総裁選における佐藤栄作科学技術庁長官、1966年総裁選における藤山愛一郎経済企画庁長官、1968年総裁選における三木武夫外務大臣が該当する。これは、総理の続投に対立して現職閣僚が立候補する場合、首相の閣僚罷免権により閣僚の地位を失う可能性があるためである。
ただし、例外として1978年総裁選では河本敏夫通産大臣は閣僚を辞任しないまま立候補した。これは、河本の当選可能性が低く、次回以降の総裁選への布石や三木派の勢力維持が目的だったため、福田赳夫首相が閣僚罷免を行わなかったからである。
また、1962年総裁選では藤山愛一郎経済企画庁長官が、1966年総裁選では前尾繁三郎北海道開発庁長官が、立候補していないにもかかわらず得票を得ている。立候補をしなかった議員への票も有効票として扱われたためである。
一方で、現職総理総裁が立候補をする総裁選において現職党幹部の総裁選立候補をする場合は、首相の閣僚罷免権のような総理総裁での一存で党幹部を解任する権限がないため、現職党幹部は役職を辞任することなく総裁選に立候補している。例として、1964年総裁選における藤山愛一郎総務会長、1978年総裁選における大平正芳幹事長と中曽根康弘総務会長が挙げられる。
ただ、現職の自由民主党幹事長が自由民主党総裁選挙に立候補する場合、党内規に規定はないが、公平性の観点から幹事長権限を別の幹部に委嘱することがある。2008年9月に当時幹事長だった麻生太郎は総裁選への立候補表明に先立つ党の緊急役員会で、幹事長代理だった細田博之に職務を委嘱した。2024年9月には幹事長の茂木敏充が総裁選出馬を正式表明する意向を示し、副総裁の麻生太郎や総務会長の森山裕に権限を移行する案も出たが、支援事情や公平性などの観点から調整が難航し、最終的には不出馬を決めていた首相で党総裁の岸田文雄のもとに幹事長権限を移行することとなった。

## 選挙の方法
選挙の方法については、総裁公選規程と総裁公選実施細則によって定められている。投票については（A）総裁公選規程による総裁選挙と（B）総裁が任期途中で欠けた場合において特に緊急を要する場合に実施される党大会に代わる両院議員総会による総裁選挙の場合により異なる。現行制度は2013年、2014年の改正により実施されている。
被選挙者と推薦人
党所属国会議員20人により推薦された党所属国会議員のみが、総裁候補になることができる。
- つまり、非国会議員の一般党員は総裁選に出る資格はない。
- なお、この一定数の国会議員の推薦を要する立候補制度は1972年の総裁選から導入されたもので、それ以前の総裁選では自由民主党所属の国会議員でありさえすれば、公に総裁選としての選挙活動を行っていない者への投票であっても有効票とされた。
- また、参議院議員も立候補可能である。1972年に推薦制が導入されてからは例がなかったが、2012年に林芳正が初めて参議院議員として立候補した。参議院から鞍替えした衆議院議員で総裁選立候補した者は宮澤喜一、石原慎太郎、藤井孝男、小池百合子。

投票と当選者
投票は1人1票で無記名投票で行われる。しかし、国会議員と党員・党友により票の扱いは異なる。
- 国会議員は1人1票とし、投票所に直接投票する。
- 党員・党友票は、（A）の場合は党所属国会議員と同数の票を各候補ごとにドント式で分配、（B）の場合は各都道府県ごとに都道府県連代表票として3が割り当てられ、各都道府県連の代表者が投票する。

当選者は国会議員票と党員投票の算定票を合計して、過半数の得票を得た者となる。過半数を得た者がいない場合は得票数の上位2名により党所属国会議員と都道府県連代表票（各都道府県ごとに決選投票進出者のうち票数の多いものに1票とする。合計47票）による決選投票（(B)の場合、各都道府県の代表者も決選投票に参加する）を行い、得票数の多かった者を当選者とする。
当選者は党大会もしくはこれに代わる両院議員総会における報告を経て自由民主党総裁となる。
党員・党友票の票数決定のための予備選挙
党員・党友票の扱いは各都道府県連に委ねられるが、多くの場合は党員・党友の予備選挙により扱いを決定する。予備選挙は、議員投票の投票日の前日までに行われる。投票は投票所に直接投票するか、投票用紙を選挙管理委員会へ郵送する方式をとる。開票結果はドント方式によって算定票に変換される。
以前は党員・党友票が県連に委ねられず、全国一斉に郵便で投票させて取り扱いを決めた時代もあった。1980年代には党員・党友による有効得票1万票を国会議員票1票に換算して基礎票とする制度が行われていた。

## 党員・党友の投票参加資格
一般党員・党友が投票に参加するには、直近の2年間に党費の滞納がないことが条件となる。本選挙はもちろん予備選挙でも選挙人登録をすれば非党員の参加が許され、党員集会では開催直前の入党も認められることのあるアメリカの二大政党と違い、総裁選挙権を得ることだけを狙って告示直前に入党しても投票できない。このため舛添要一は自民党所属で立候補が取り沙汰された2008年の選挙直前、「入党後3年経たないと総裁選挙で投票できません」と自身に近い未入党者に対して説明している。
一般党員、家族党員、特別党員の間に差はない。何らかの理由で党員になれない場合は、自由国民会議会員であれば年会費（1万円以上）を2年間完納していればよい。ただしそれもできないときは同額以上を国民政治協会に献金して個人会員になり、かつ2年以上その資格を維持することが必要。また自民党ネットサポーターズクラブ会員となっただけでは投票権は与えられない。
国民政治協会を通じて年間1万円以上の政治献金を2年連続（前年、前々年）している法人については、その代表者1名に職域全体を代表する意味での投票資格が与えられるが、代表者以外の役員や会員・構成員は居住地の地域支部を通じて自民党の一般党員になるか、自由国民会議、国民政治協会の個人会員にならない限りそのままでは投票に参加できない。

## 選挙結果
太字 は選出された人物。
| 年月日         | 年月日         | 1位        | 2位                                                               | 3位                                                               | 4位                                                               | 5位                                                               | 6位                                                               | 7位                                                               | 8位                                                               | 9位                                                               | 無効票                                                            | 推薦 | 詳細 |
| -------------- | -------------- | ---------- | ----------------------------------------------------------------- | ----------------------------------------------------------------- | ----------------------------------------------------------------- | ----------------------------------------------------------------- | ----------------------------------------------------------------- | ----------------------------------------------------------------- | ----------------------------------------------------------------- | ----------------------------------------------------------------- | ----------------------------------------------------------------- | ---- | ---- |
| 1956年4月5日   | 1956年4月5日   | 鳩山一郎   | 岸信介                                                            | 林譲治                                                            | 石橋湛山 石井光次郎 益谷秀次 大野伴睦                             | 河野一郎 重光葵 松野鶴平 池田勇人                                 |                                                                   |                                                                   |                                                                   |                                                                   | 5                                                                 | －   | 詳細 |
| 1956年4月5日   | 1956年4月5日   | 394        | 4                                                                 | 3                                                                 | 2                                                                 | 1                                                                 |                                                                   |                                                                   |                                                                   |                                                                   | 5                                                                 | －   | 詳細 |
| 1956年12月14日 | 一             | 岸信介     | 石橋湛山                                                          | 石井光次郎                                                        |                                                                   |                                                                   |                                                                   |                                                                   |                                                                   |                                                                   | 0                                                                 | －   | 詳細 |
| 1956年12月14日 | 一             | 223        | 151                                                               | 137                                                               |                                                                   |                                                                   |                                                                   |                                                                   |                                                                   |                                                                   | 0                                                                 | －   | 詳細 |
| 1956年12月14日 | 決             | 石橋湛山   | 岸信介                                                            |                                                                   |                                                                   |                                                                   |                                                                   |                                                                   |                                                                   |                                                                   | 0                                                                 | －   | 詳細 |
| 1956年12月14日 | 決             | 258        | 251                                                               |                                                                   |                                                                   |                                                                   |                                                                   |                                                                   |                                                                   |                                                                   | 0                                                                 | －   | 詳細 |
| 1957年3月21日  | 1957年3月21日  | 岸信介     | 松村謙三                                                          | 石井光次郎 北村徳太郎                                             |                                                                   |                                                                   |                                                                   |                                                                   |                                                                   |                                                                   | 0                                                                 | －   | 詳細 |
| 1957年3月21日  | 1957年3月21日  | 471        | 2                                                                 | 1                                                                 |                                                                   |                                                                   |                                                                   |                                                                   |                                                                   |                                                                   | 0                                                                 | －   | 詳細 |
| 1959年1月14日  | 1959年1月14日  | 岸信介     | 松村謙三                                                          | 大野伴睦 吉田茂 石井光次郎 益谷秀次 佐藤栄作                      |                                                                   |                                                                   |                                                                   |                                                                   |                                                                   |                                                                   | 0                                                                 | －   | 詳細 |
| 1959年1月14日  | 1959年1月14日  | 320        | 166                                                               | 1                                                                 |                                                                   |                                                                   |                                                                   |                                                                   |                                                                   |                                                                   | 0                                                                 | －   | 詳細 |
| 1960年7月14日  | 一             | 池田勇人   | 石井光次郎                                                        | 藤山愛一郎                                                        | 松村謙三                                                          | 大野伴睦                                                          |                                                                   |                                                                   |                                                                   |                                                                   | 0                                                                 | －   | 詳細 |
| 1960年7月14日  | 一             | 246        | 196                                                               | 49                                                                | 5                                                                 | 1                                                                 |                                                                   |                                                                   |                                                                   |                                                                   | 0                                                                 | －   | 詳細 |
| 1960年7月14日  | 決             | 池田勇人   | 石井光次郎                                                        |                                                                   |                                                                   |                                                                   |                                                                   |                                                                   |                                                                   |                                                                   | 0                                                                 | －   | 詳細 |
| 1960年7月14日  | 決             | 302        | 194                                                               |                                                                   |                                                                   |                                                                   |                                                                   |                                                                   |                                                                   |                                                                   | 0                                                                 | －   | 詳細 |
| 1962年7月14日  | 1962年7月14日  | 池田勇人   | 佐藤栄作                                                          | 一万田尚登                                                        | 岸信介                                                            | 藤山愛一郎                                                        | 吉田茂 福田赳夫                                                   | 高橋等 正力松太郎                                                 |                                                                   |                                                                   | 0                                                                 | －   | 詳細 |
| 1962年7月14日  | 1962年7月14日  | 391        | 17                                                                | 6                                                                 | 5                                                                 | 3                                                                 | 2                                                                 | 1                                                                 |                                                                   |                                                                   | 0                                                                 | －   | 詳細 |
| 1964年7月10日  | 1964年7月10日  | 池田勇人   | 佐藤栄作                                                          | 藤山愛一郎                                                        | 灘尾弘吉                                                          |                                                                   |                                                                   |                                                                   |                                                                   |                                                                   | 0                                                                 | －   | 詳細 |
| 1964年7月10日  | 1964年7月10日  | 242        | 160                                                               | 72                                                                | 1                                                                 |                                                                   |                                                                   |                                                                   |                                                                   |                                                                   | 0                                                                 | －   | 詳細 |
| 1964年12月1日  | 1964年12月1日  | 佐藤栄作   | 候補者1人（池田総裁の裁定で総裁選出）                             | 候補者1人（池田総裁の裁定で総裁選出）                             | 候補者1人（池田総裁の裁定で総裁選出）                             | 候補者1人（池田総裁の裁定で総裁選出）                             | 候補者1人（池田総裁の裁定で総裁選出）                             | 候補者1人（池田総裁の裁定で総裁選出）                             | 候補者1人（池田総裁の裁定で総裁選出）                             | 候補者1人（池田総裁の裁定で総裁選出）                             | 候補者1人（池田総裁の裁定で総裁選出）                             | －   | 詳細 |
| 1966年12月1日  | 1966年12月1日  | 佐藤栄作   | 藤山愛一郎                                                        | 前尾繁三郎                                                        | 灘尾弘吉                                                          | 野田卯一                                                          | 小坂善太郎                                                        | 岸信介 松村謙三 村上勇                                            |                                                                   |                                                                   | 0                                                                 | －   | 詳細 |
| 1966年12月1日  | 1966年12月1日  | 289        | 89                                                                | 47                                                                | 11                                                                | 9                                                                 | 2                                                                 | 1                                                                 |                                                                   |                                                                   | 0                                                                 | －   | 詳細 |
| 1968年11月27日 | 1968年11月27日 | 佐藤栄作   | 三木武夫                                                          | 前尾繁三郎                                                        | 藤山愛一郎                                                        |                                                                   |                                                                   |                                                                   |                                                                   |                                                                   | 0                                                                 | －   | 詳細 |
| 1968年11月27日 | 1968年11月27日 | 249        | 107                                                               | 95                                                                | 1                                                                 |                                                                   |                                                                   |                                                                   |                                                                   |                                                                   | 0                                                                 | －   | 詳細 |
| 1970年10月29日 | 1970年10月29日 | 佐藤栄作   | 三木武夫                                                          | 千葉三郎 藤山愛一郎 宇都宮徳馬                                    |                                                                   |                                                                   |                                                                   |                                                                   |                                                                   |                                                                   | 0                                                                 | －   | 詳細 |
| 1970年10月29日 | 1970年10月29日 | 353        | 111                                                               | 1                                                                 |                                                                   |                                                                   |                                                                   |                                                                   |                                                                   |                                                                   | 0                                                                 | －   | 詳細 |
| 1972年7月5日   | 一             | 田中角栄   | 福田赳夫                                                          | 大平正芳                                                          | 三木武夫                                                          |                                                                   |                                                                   |                                                                   |                                                                   |                                                                   | 7                                                                 | 10人 | 詳細 |
| 1972年7月5日   | 一             | 156        | 150                                                               | 101                                                               | 69                                                                |                                                                   |                                                                   |                                                                   |                                                                   |                                                                   | 7                                                                 | 10人 | 詳細 |
| 1972年7月5日   | 決             | 田中角栄   | 福田赳夫                                                          |                                                                   |                                                                   |                                                                   |                                                                   |                                                                   |                                                                   |                                                                   | 0                                                                 | 10人 | 詳細 |
| 1972年7月5日   | 決             | 282        | 190                                                               |                                                                   |                                                                   |                                                                   |                                                                   |                                                                   |                                                                   |                                                                   | 0                                                                 | 10人 | 詳細 |
| 1974年12月4日  | 1974年12月4日  | 三木武夫   | 候補者1人（椎名悦三郎副総裁の裁定で総裁選出）                     | 候補者1人（椎名悦三郎副総裁の裁定で総裁選出）                     | 候補者1人（椎名悦三郎副総裁の裁定で総裁選出）                     | 候補者1人（椎名悦三郎副総裁の裁定で総裁選出）                     | 候補者1人（椎名悦三郎副総裁の裁定で総裁選出）                     | 候補者1人（椎名悦三郎副総裁の裁定で総裁選出）                     | 候補者1人（椎名悦三郎副総裁の裁定で総裁選出）                     | 候補者1人（椎名悦三郎副総裁の裁定で総裁選出）                     | 候補者1人（椎名悦三郎副総裁の裁定で総裁選出）                     | 10人 | 詳細 |
| 1976年12月23日 | 1976年12月23日 | 福田赳夫   | 候補者1人（両院議員総会の話し合いで総裁選出）                     | 候補者1人（両院議員総会の話し合いで総裁選出）                     | 候補者1人（両院議員総会の話し合いで総裁選出）                     | 候補者1人（両院議員総会の話し合いで総裁選出）                     | 候補者1人（両院議員総会の話し合いで総裁選出）                     | 候補者1人（両院議員総会の話し合いで総裁選出）                     | 候補者1人（両院議員総会の話し合いで総裁選出）                     | 候補者1人（両院議員総会の話し合いで総裁選出）                     | 候補者1人（両院議員総会の話し合いで総裁選出）                     | 10人 | 詳細 |
| 1978年11月26日 | 予             | 大平正芳   | 福田赳夫                                                          | 中曽根康弘                                                        | 河本敏夫                                                          |                                                                   |                                                                   |                                                                   |                                                                   |                                                                   | 0                                                                 | 20人 | 詳細 |
| 1978年11月26日 | 予             | 748点      | 638点                                                             | 93点                                                              | 46点                                                              |                                                                   |                                                                   |                                                                   |                                                                   |                                                                   | 0                                                                 | 20人 | 詳細 |
| 1978年11月26日 | 本             | 大平正芳   | 2位が辞退                                                         | 2位が辞退                                                         | 2位が辞退                                                         | 2位が辞退                                                         | 2位が辞退                                                         | 2位が辞退                                                         | 2位が辞退                                                         | 2位が辞退                                                         | 2位が辞退                                                         | 20人 | 詳細 |
| 1980年7月15日  | 1980年7月15日  | 鈴木善幸   | 候補者1人（西村英一副総裁の裁定で総裁選出）                       | 候補者1人（西村英一副総裁の裁定で総裁選出）                       | 候補者1人（西村英一副総裁の裁定で総裁選出）                       | 候補者1人（西村英一副総裁の裁定で総裁選出）                       | 候補者1人（西村英一副総裁の裁定で総裁選出）                       | 候補者1人（西村英一副総裁の裁定で総裁選出）                       | 候補者1人（西村英一副総裁の裁定で総裁選出）                       | 候補者1人（西村英一副総裁の裁定で総裁選出）                       | 候補者1人（西村英一副総裁の裁定で総裁選出）                       | 20人 | 詳細 |
| 1980年11月27日 | 1980年11月27日 | 鈴木善幸   | 候補者1人（鈴木総裁の任期満了による総裁選で無投票再選）           | 候補者1人（鈴木総裁の任期満了による総裁選で無投票再選）           | 候補者1人（鈴木総裁の任期満了による総裁選で無投票再選）           | 候補者1人（鈴木総裁の任期満了による総裁選で無投票再選）           | 候補者1人（鈴木総裁の任期満了による総裁選で無投票再選）           | 候補者1人（鈴木総裁の任期満了による総裁選で無投票再選）           | 候補者1人（鈴木総裁の任期満了による総裁選で無投票再選）           | 候補者1人（鈴木総裁の任期満了による総裁選で無投票再選）           | 候補者1人（鈴木総裁の任期満了による総裁選で無投票再選）           | 20人 |      |
| 1982年11月24日 | 予             | 中曽根康弘 | 河本敏夫                                                          | 安倍晋太郎                                                        | 中川一郎                                                          |                                                                   |                                                                   |                                                                   |                                                                   |                                                                   | 0                                                                 | 50人 | 詳細 |
| 1982年11月24日 | 予             | 559673     | 265078                                                            | 80443                                                             | 66041                                                             |                                                                   |                                                                   |                                                                   |                                                                   |                                                                   | 0                                                                 | 50人 | 詳細 |
| 1982年11月24日 | 本             | 中曽根康弘 | 2位以下が辞退                                                     | 2位以下が辞退                                                     | 2位以下が辞退                                                     | 2位以下が辞退                                                     | 2位以下が辞退                                                     | 2位以下が辞退                                                     | 2位以下が辞退                                                     | 2位以下が辞退                                                     | 2位以下が辞退                                                     | 50人 | 詳細 |
| 1984年10月30日 | 1984年10月30日 | 中曽根康弘 | 候補者1人（中曽根総裁の任期満了による総裁選で無投票再選）         | 候補者1人（中曽根総裁の任期満了による総裁選で無投票再選）         | 候補者1人（中曽根総裁の任期満了による総裁選で無投票再選）         | 候補者1人（中曽根総裁の任期満了による総裁選で無投票再選）         | 候補者1人（中曽根総裁の任期満了による総裁選で無投票再選）         | 候補者1人（中曽根総裁の任期満了による総裁選で無投票再選）         | 候補者1人（中曽根総裁の任期満了による総裁選で無投票再選）         | 候補者1人（中曽根総裁の任期満了による総裁選で無投票再選）         | 候補者1人（中曽根総裁の任期満了による総裁選で無投票再選）         | 50人 | 詳細 |
| 1986年9月11日  | 1986年9月11日  | 中曽根康弘 | 任期1年延長（両院議員総会で中曽根総裁の任期延長を全会一致で再選） | 任期1年延長（両院議員総会で中曽根総裁の任期延長を全会一致で再選） | 任期1年延長（両院議員総会で中曽根総裁の任期延長を全会一致で再選） | 任期1年延長（両院議員総会で中曽根総裁の任期延長を全会一致で再選） | 任期1年延長（両院議員総会で中曽根総裁の任期延長を全会一致で再選） | 任期1年延長（両院議員総会で中曽根総裁の任期延長を全会一致で再選） | 任期1年延長（両院議員総会で中曽根総裁の任期延長を全会一致で再選） | 任期1年延長（両院議員総会で中曽根総裁の任期延長を全会一致で再選） | 任期1年延長（両院議員総会で中曽根総裁の任期延長を全会一致で再選） | －   |      |
| 1987年10月31日 | 1987年10月31日 | 竹下登     | 候補者1人（中曽根総裁の裁定で総裁選出）                           | 候補者1人（中曽根総裁の裁定で総裁選出）                           | 候補者1人（中曽根総裁の裁定で総裁選出）                           | 候補者1人（中曽根総裁の裁定で総裁選出）                           | 候補者1人（中曽根総裁の裁定で総裁選出）                           | 候補者1人（中曽根総裁の裁定で総裁選出）                           | 候補者1人（中曽根総裁の裁定で総裁選出）                           | 候補者1人（中曽根総裁の裁定で総裁選出）                           | 候補者1人（中曽根総裁の裁定で総裁選出）                           | 50人 | 詳細 |
| 1989年6月2日   | 1989年6月2日   | 宇野宗佑   | 候補者1人（竹下総裁の裁定で総裁選出）                             | 候補者1人（竹下総裁の裁定で総裁選出）                             | 候補者1人（竹下総裁の裁定で総裁選出）                             | 候補者1人（竹下総裁の裁定で総裁選出）                             | 候補者1人（竹下総裁の裁定で総裁選出）                             | 候補者1人（竹下総裁の裁定で総裁選出）                             | 候補者1人（竹下総裁の裁定で総裁選出）                             | 候補者1人（竹下総裁の裁定で総裁選出）                             | 候補者1人（竹下総裁の裁定で総裁選出）                             | 50人 | 詳細 |
| 1989年8月8日   | 1989年8月8日   | 海部俊樹   | 林義郎                                                            | 石原慎太郎                                                        |                                                                   |                                                                   |                                                                   |                                                                   |                                                                   |                                                                   | 0                                                                 | 20人 | 詳細 |
| 1989年8月8日   | 1989年8月8日   | 279        | 120                                                               | 48                                                                |                                                                   |                                                                   |                                                                   |                                                                   |                                                                   |                                                                   | 0                                                                 | 20人 | 詳細 |
| 1989年10月31日 | 1989年10月31日 | 海部俊樹   | 候補者1人（海部総裁の任期満了による総裁選で無投票再選）           | 候補者1人（海部総裁の任期満了による総裁選で無投票再選）           | 候補者1人（海部総裁の任期満了による総裁選で無投票再選）           | 候補者1人（海部総裁の任期満了による総裁選で無投票再選）           | 候補者1人（海部総裁の任期満了による総裁選で無投票再選）           | 候補者1人（海部総裁の任期満了による総裁選で無投票再選）           | 候補者1人（海部総裁の任期満了による総裁選で無投票再選）           | 候補者1人（海部総裁の任期満了による総裁選で無投票再選）           | 候補者1人（海部総裁の任期満了による総裁選で無投票再選）           | 20人 |      |
| 1991年10月27日 | 1991年10月27日 | 宮澤喜一   | 渡辺美智雄                                                        | 三塚博                                                            |                                                                   |                                                                   |                                                                   |                                                                   |                                                                   |                                                                   | 0                                                                 | 30人 | 詳細 |
| 1991年10月27日 | 1991年10月27日 | 285        | 120                                                               | 87                                                                |                                                                   |                                                                   |                                                                   |                                                                   |                                                                   |                                                                   | 0                                                                 | 30人 | 詳細 |
| 1993年7月30日  | 1993年7月30日  | 河野洋平   | 渡辺美智雄                                                        |                                                                   |                                                                   |                                                                   |                                                                   |                                                                   |                                                                   |                                                                   | 0                                                                 | 20人 | 詳細 |
| 1993年7月30日  | 1993年7月30日  | 208        | 159                                                               |                                                                   |                                                                   |                                                                   |                                                                   |                                                                   |                                                                   |                                                                   | 0                                                                 | 20人 | 詳細 |
| 1993年9月30日  | 1993年9月30日  | 河野洋平   | 候補者1人（河野総裁の任期満了による総裁選で無投票再選）           | 候補者1人（河野総裁の任期満了による総裁選で無投票再選）           | 候補者1人（河野総裁の任期満了による総裁選で無投票再選）           | 候補者1人（河野総裁の任期満了による総裁選で無投票再選）           | 候補者1人（河野総裁の任期満了による総裁選で無投票再選）           | 候補者1人（河野総裁の任期満了による総裁選で無投票再選）           | 候補者1人（河野総裁の任期満了による総裁選で無投票再選）           | 候補者1人（河野総裁の任期満了による総裁選で無投票再選）           | 候補者1人（河野総裁の任期満了による総裁選で無投票再選）           | 20人 |      |
| 1995年9月22日  | 1995年9月22日  | 橋本龍太郎 | 小泉純一郎                                                        |                                                                   |                                                                   |                                                                   |                                                                   |                                                                   |                                                                   |                                                                   | 0                                                                 | 30人 | 詳細 |
| 1995年9月22日  | 1995年9月22日  | 304        | 87                                                                |                                                                   |                                                                   |                                                                   |                                                                   |                                                                   |                                                                   |                                                                   | 0                                                                 | 30人 | 詳細 |
| 1997年9月11日  | 1997年9月11日  | 橋本龍太郎 | 候補者1人（橋本総裁の任期満了による総裁選で無投票再選）           | 候補者1人（橋本総裁の任期満了による総裁選で無投票再選）           | 候補者1人（橋本総裁の任期満了による総裁選で無投票再選）           | 候補者1人（橋本総裁の任期満了による総裁選で無投票再選）           | 候補者1人（橋本総裁の任期満了による総裁選で無投票再選）           | 候補者1人（橋本総裁の任期満了による総裁選で無投票再選）           | 候補者1人（橋本総裁の任期満了による総裁選で無投票再選）           | 候補者1人（橋本総裁の任期満了による総裁選で無投票再選）           | 候補者1人（橋本総裁の任期満了による総裁選で無投票再選）           | 30人 |      |
| 1998年7月24日  | 1998年7月24日  | 小渕恵三   | 梶山静六                                                          | 小泉純一郎                                                        |                                                                   |                                                                   |                                                                   |                                                                   |                                                                   |                                                                   | 0                                                                 | 20人 | 詳細 |
| 1998年7月24日  | 1998年7月24日  | 225        | 102                                                               | 84                                                                |                                                                   |                                                                   |                                                                   |                                                                   |                                                                   |                                                                   | 0                                                                 | 20人 | 詳細 |
| 1999年9月21日  | 1999年9月21日  | 小渕恵三   | 加藤紘一                                                          | 山崎拓                                                            |                                                                   |                                                                   |                                                                   |                                                                   |                                                                   |                                                                   | 0                                                                 | 20人 | 詳細 |
| 1999年9月21日  | 1999年9月21日  | 350        | 113                                                               | 51                                                                |                                                                   |                                                                   |                                                                   |                                                                   |                                                                   |                                                                   | 0                                                                 | 20人 | 詳細 |
| 2000年4月5日   | 2000年4月5日   | 森喜朗     | 候補者1人（両院議員総会の話し合いで総裁選出）                     | 候補者1人（両院議員総会の話し合いで総裁選出）                     | 候補者1人（両院議員総会の話し合いで総裁選出）                     | 候補者1人（両院議員総会の話し合いで総裁選出）                     | 候補者1人（両院議員総会の話し合いで総裁選出）                     | 候補者1人（両院議員総会の話し合いで総裁選出）                     | 候補者1人（両院議員総会の話し合いで総裁選出）                     | 候補者1人（両院議員総会の話し合いで総裁選出）                     | 候補者1人（両院議員総会の話し合いで総裁選出）                     | 20人 | 詳細 |
| 2001年4月24日  | 2001年4月24日  | 小泉純一郎 | 橋本龍太郎                                                        | 麻生太郎                                                          | （地方票開票後に亀井静香が辞退）                                  | （地方票開票後に亀井静香が辞退）                                  | （地方票開票後に亀井静香が辞退）                                  | （地方票開票後に亀井静香が辞退）                                  | （地方票開票後に亀井静香が辞退）                                  | （地方票開票後に亀井静香が辞退）                                  | 3                                                                 | 20人 | 詳細 |
| 2001年4月24日  | 2001年4月24日  | 298        | 155                                                               | 31                                                                | （地方票開票後に亀井静香が辞退）                                  | （地方票開票後に亀井静香が辞退）                                  | （地方票開票後に亀井静香が辞退）                                  | （地方票開票後に亀井静香が辞退）                                  | （地方票開票後に亀井静香が辞退）                                  | （地方票開票後に亀井静香が辞退）                                  | 3                                                                 | 20人 | 詳細 |
| 2001年8月10日  | 2001年8月10日  | 小泉純一郎 | 候補者1人（小泉総裁の任期満了による総裁選で無投票再選）           | 候補者1人（小泉総裁の任期満了による総裁選で無投票再選）           | 候補者1人（小泉総裁の任期満了による総裁選で無投票再選）           | 候補者1人（小泉総裁の任期満了による総裁選で無投票再選）           | 候補者1人（小泉総裁の任期満了による総裁選で無投票再選）           | 候補者1人（小泉総裁の任期満了による総裁選で無投票再選）           | 候補者1人（小泉総裁の任期満了による総裁選で無投票再選）           | 候補者1人（小泉総裁の任期満了による総裁選で無投票再選）           | 候補者1人（小泉総裁の任期満了による総裁選で無投票再選）           | 20人 |      |
| 2003年9月20日  | 2003年9月20日  | 小泉純一郎 | 亀井静香                                                          | 藤井孝男                                                          | 高村正彦                                                          |                                                                   |                                                                   |                                                                   |                                                                   |                                                                   | 0                                                                 | 20人 | 詳細 |
| 2003年9月20日  | 2003年9月20日  | 399        | 139                                                               | 65                                                                | 54                                                                |                                                                   |                                                                   |                                                                   |                                                                   |                                                                   | 0                                                                 | 20人 | 詳細 |
| 2006年9月20日  | 2006年9月20日  | 安倍晋三   | 麻生太郎                                                          | 谷垣禎一                                                          |                                                                   |                                                                   |                                                                   |                                                                   |                                                                   |                                                                   | 1                                                                 | 20人 | 詳細 |
| 2006年9月20日  | 2006年9月20日  | 464        | 136                                                               | 102                                                               |                                                                   |                                                                   |                                                                   |                                                                   |                                                                   |                                                                   | 1                                                                 | 20人 | 詳細 |
| 2007年9月23日  | 2007年9月23日  | 福田康夫   | 麻生太郎                                                          |                                                                   |                                                                   |                                                                   |                                                                   |                                                                   |                                                                   |                                                                   | 1                                                                 | 20人 | 詳細 |
| 2007年9月23日  | 2007年9月23日  | 330        | 197                                                               |                                                                   |                                                                   |                                                                   |                                                                   |                                                                   |                                                                   |                                                                   | 1                                                                 | 20人 | 詳細 |
| 2008年9月22日  | 2008年9月22日  | 麻生太郎   | 与謝野馨                                                          | 小池百合子                                                        | 石原伸晃                                                          | 石破茂                                                            |                                                                   |                                                                   |                                                                   |                                                                   | 2                                                                 | 20人 | 詳細 |
| 2008年9月22日  | 2008年9月22日  | 351        | 66                                                                | 46                                                                | 37                                                                | 25                                                                |                                                                   |                                                                   |                                                                   |                                                                   | 2                                                                 | 20人 | 詳細 |
| 2009年9月28日  | 2009年9月28日  | 谷垣禎一   | 河野太郎                                                          | 西村康稔                                                          |                                                                   |                                                                   |                                                                   |                                                                   |                                                                   |                                                                   | 1                                                                 | 20人 | 詳細 |
| 2009年9月28日  | 2009年9月28日  | 300        | 144                                                               | 54                                                                |                                                                   |                                                                   |                                                                   |                                                                   |                                                                   |                                                                   | 1                                                                 | 20人 | 詳細 |
| 2012年9月26日  | 一             | 石破茂     | 安倍晋三                                                          | 石原伸晃                                                          | 町村信孝                                                          | 林芳正                                                            |                                                                   |                                                                   |                                                                   |                                                                   | 1                                                                 | 20人 | 詳細 |
| 2012年9月26日  | 一             | 199        | 141                                                               | 96                                                                | 34                                                                | 27                                                                |                                                                   |                                                                   |                                                                   |                                                                   | 1                                                                 | 20人 | 詳細 |
| 2012年9月26日  | 決             | 安倍晋三   | 石破茂                                                            |                                                                   |                                                                   |                                                                   |                                                                   |                                                                   |                                                                   |                                                                   | 1                                                                 | 20人 | 詳細 |
| 2012年9月26日  | 決             | 108        | 89                                                                |                                                                   |                                                                   |                                                                   |                                                                   |                                                                   |                                                                   |                                                                   | 1                                                                 | 20人 | 詳細 |
| 2015年9月8日   | 2015年9月8日   | 安倍晋三   | 候補者1人（安倍総裁の任期満了による総裁選で無投票再選）           | 候補者1人（安倍総裁の任期満了による総裁選で無投票再選）           | 候補者1人（安倍総裁の任期満了による総裁選で無投票再選）           | 候補者1人（安倍総裁の任期満了による総裁選で無投票再選）           | 候補者1人（安倍総裁の任期満了による総裁選で無投票再選）           | 候補者1人（安倍総裁の任期満了による総裁選で無投票再選）           | 候補者1人（安倍総裁の任期満了による総裁選で無投票再選）           | 候補者1人（安倍総裁の任期満了による総裁選で無投票再選）           | 候補者1人（安倍総裁の任期満了による総裁選で無投票再選）           | 20人 | 詳細 |
| 2018年9月20日  | 2018年9月20日  | 安倍晋三   | 石破茂                                                            |                                                                   |                                                                   |                                                                   |                                                                   |                                                                   |                                                                   |                                                                   | 3                                                                 | 20人 | 詳細 |
| 2018年9月20日  | 2018年9月20日  | 553        | 254                                                               |                                                                   |                                                                   |                                                                   |                                                                   |                                                                   |                                                                   |                                                                   | 3                                                                 | 20人 | 詳細 |
| 2020年9月14日  | 2020年9月14日  | 菅義偉     | 岸田文雄                                                          | 石破茂                                                            |                                                                   |                                                                   |                                                                   |                                                                   |                                                                   |                                                                   | 0                                                                 | 20人 | 詳細 |
| 2020年9月14日  | 2020年9月14日  | 377        | 89                                                                | 68                                                                |                                                                   |                                                                   |                                                                   |                                                                   |                                                                   |                                                                   | 0                                                                 | 20人 | 詳細 |
| 2021年9月29日  | 一             | 岸田文雄   | 河野太郎                                                          | 高市早苗                                                          | 野田聖子                                                          |                                                                   |                                                                   |                                                                   |                                                                   |                                                                   | 1                                                                 | 20人 | 詳細 |
| 2021年9月29日  | 一             | 256        | 255                                                               | 188                                                               | 63                                                                |                                                                   |                                                                   |                                                                   |                                                                   |                                                                   | 1                                                                 | 20人 | 詳細 |
| 2021年9月29日  | 決             | 岸田文雄   | 河野太郎                                                          |                                                                   |                                                                   |                                                                   |                                                                   |                                                                   |                                                                   |                                                                   | 1                                                                 | 20人 | 詳細 |
| 2021年9月29日  | 決             | 257        | 170                                                               |                                                                   |                                                                   |                                                                   |                                                                   |                                                                   |                                                                   |                                                                   | 1                                                                 | 20人 | 詳細 |
| 2024年9月27日  | 一             | 高市早苗   | 石破茂                                                            | 小泉進次郎                                                        | 林芳正                                                            | 小林鷹之                                                          | 茂木敏充                                                          | 上川陽子                                                          | 河野太郎                                                          | 加藤勝信                                                          | 0                                                                 | 20人 | 詳細 |
| 2024年9月27日  | 一             | 181        | 154                                                               | 136                                                               | 65                                                                | 60                                                                | 47                                                                | 40                                                                | 30                                                                | 22                                                                | 0                                                                 | 20人 | 詳細 |
| 2024年9月27日  | 決             | 石破茂     | 高市早苗                                                          |                                                                   |                                                                   |                                                                   |                                                                   |                                                                   |                                                                   |                                                                   | 5                                                                 | 20人 | 詳細 |
| 2024年9月27日  | 決             | 215        | 194                                                               |                                                                   |                                                                   |                                                                   |                                                                   |                                                                   |                                                                   |                                                                   | 5                                                                 | 20人 | 詳細 |

## 記録
| 記録名                                                                          | 記録の内容と記録保持者 |
| ------------------------------------------------------------------------------- | --- |
| 最多当選回数                                                                    | 4回 佐藤栄作（1964年、1966年、1968年、1970年。うち、1964年は無投票当選） 安倍晋三（2006年、2012年、2015年、2018年。うち、2015年は無投票当選）                                                                        |
| 最多立候補回数 （立候補制になった1972年以降に限る）                             | 5回 小泉純一郎（1995年、1998年、2001年4月、2001年8月、2003年。うち、2001年4月と2003年は選挙戦の結果当選。2001年8月は無投票当選） 石破茂 （2008年、2012年、2018年、2020年、2024年。うち、2024年は選挙戦の結果当選。） |
| 最多立候補者数 （推薦人制度が導入された1972年以降に限る）                       | 9人 2024年（高市早苗、小林鷹之、林芳正、小泉進次郎、上川陽子、加藤勝信、河野太郎、石破茂、茂木敏充） |
| 総裁選初立候補から当選までの期間最長 （推薦人制度が導入された1972年以降に限る） | 16年 石破茂（2008年～2024年まで） |
| 総裁選落選回数最多 （推薦人制度が導入された1972年以降に限る）                   | 4回 石破茂（2008年、2012年、2018年、2020年の4回） |
| 最年少当選                                                                      | 安倍晋三（51歳11か月） |
| 最年長当選                                                                      | 鳩山一郎（73歳3か月） |
| 総裁選初当選時点における 衆議院議員総選挙最多当選回数                           | 鳩山一郎、三木武夫、中曽根康弘（14回） |
| 総裁選初当選時点における 衆議院議員総選挙最少当選回数                           | 岸信介（3回） |